# الدامر

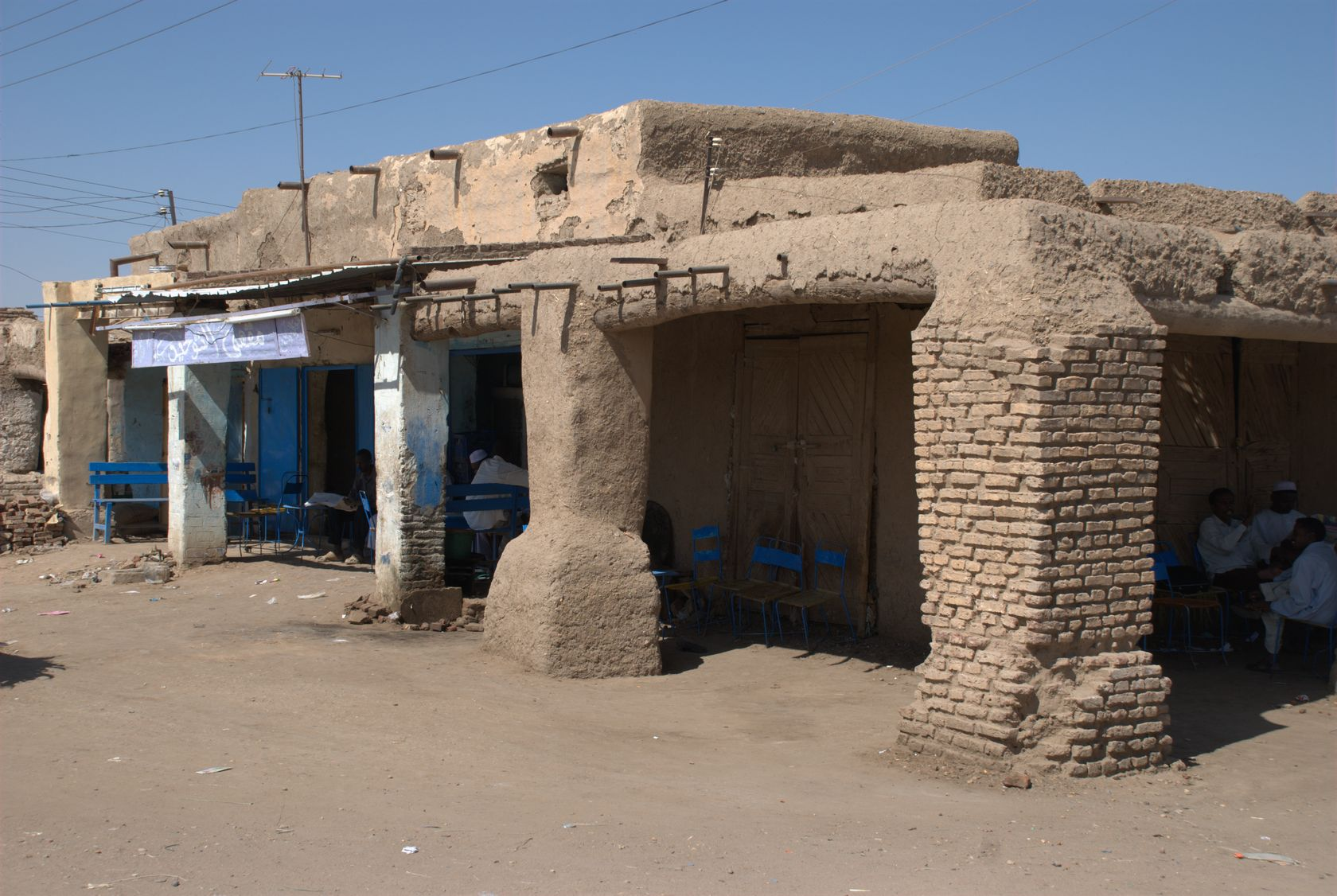
معالم من مدينة الدامر

الدَامَرْ، مدينة تقع في ولاية نهر النيل بشمال السودان.
تقع على ارتفاع 355 متر (1164.70 قدم) فوق سطح البحر وعلى مسافة 300 كيلو متر (186.41 ميل) شمال العاصمة الخرطوم وحوالي 13 كيلو متر (8 ميل) جنوب مدينة عطبرة.
وتمتد على الضفة الشرقية لنهر النيل وإلى الجنوب من مقرن نهر عطبرة مع نهر النيل، وهي عاصمة ولاية نهر النيل.
وتعتبر من المدن الإدارية والتاريخية القديمة في السودان.

## التاريخ

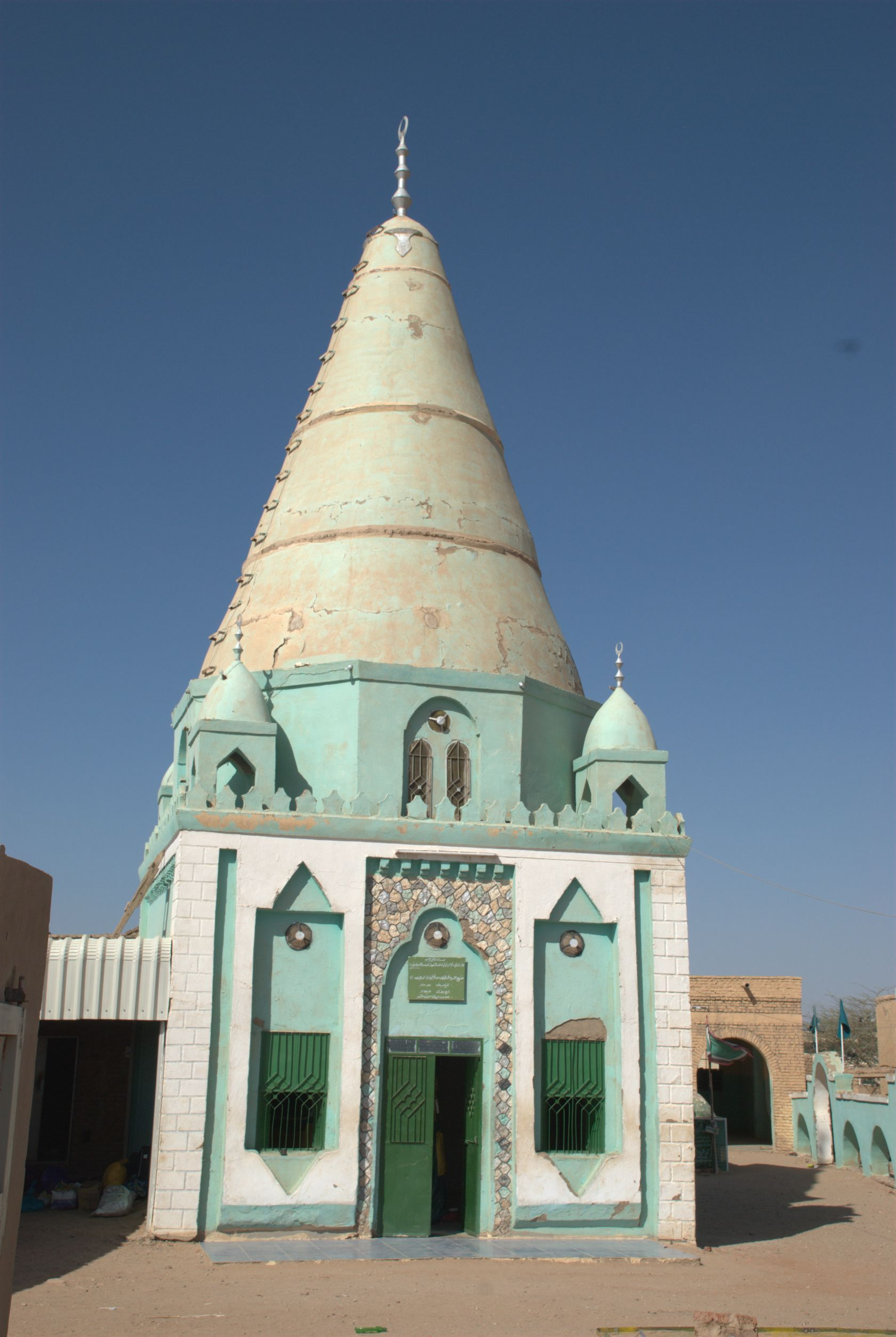
ضريح المجذوب

### العصور القديمة
توجد بالمدينة حفريات قديمة تعود إلى حقب تاريخية تمتد إلى آلاف السنين حيث أثبتت دراسات إنثربولوجية حديثة بأن الدامر تعتبر من المدن القديمة في منطقة شمال أفريقيا وشرقها، وهي واحدة من عشر مدن في العالم لم ينقطع عنها الاستيطان البشري على مر العصور والأزمنة.

### العصر الوسيط
وكانت تعرف في العصور الوسطى الحديثة في السودان باسم «دار الأبواب»، ربما لكونها منطقة تتقاطع فيها طرق تجارية عديدة تربط بين مناطق الحضارات القديمة الكوشية والمروية في شمال وشرق ووسط السودان.

### العصر الحديث
يرتبط تاريخ الدامر كثيرا بتاريخ المجاذيب الذين أسسوا المدينة وجدهم الأكبر هو إدريس بن حمد الذي عاش في مكة المكرمة مدة طويلة من الزمن وقام ثلاث من أبنائه بنشر تعاليمه في مناطق مختلفه من السودان من بينهم محمد المجذوب عبد الله المعروف «برجل درو» (1796 - 1833).
ودرو، هو الاسم القديم لمنطقة الشعديناب (نسبة للشيخ شاع الدين) وابنه حمد الذي اختار منطقة الدامر وأقام فيها ولا يزال ضريحه يشكل مزاراً في المنطقة حتى يومنا هذا  والتي أسس فيها خلوة ليتعبد فيها وينقطع عن الناس.
وتجمع الناس حوله للاستفادة من علمه فأنشأ مسجداً وبنى الناس بيوتهم حول المسجد واكتسب الفقيه حمد ثقة السكان والتجار والزعماء المحليين من خلال زهده وورعه وعلاقاته الجيدة مع مشايخ الطرق الصوفية الأخرى في المنطقة.
وصارت المدينة محط أنظار الكثير من الناس يزورنها طلباً للعلم والعلاج والفتاوي والتجارة واكتسبت خلاوي المجاذيب بمرور السنوات شهرة كبيرة وسمعة جيدة في التعليم الديني في السودان وذلك بتدريس القرآن الكريم وعلومه وعلوم اللغة العربية فقصدها طلاب العلم من داخل السودان وتقاطر على الدامر المريدون، فكبرت وغدت مركزا تجارياً، ومركز إشعاع ثقافي ومكان موثوق لتسوية الخلافات.
اشتهر شيوخ المجاذيب بمساعيهم الحكيمة وتوسطهم في فض النزاعات وتسوية الخلافات التي تنشب بين القبائل والعشائر المحيطة بهم. وذكر بأن شيوخ المجاذيب توسطوا بين الجعليين، حكام شندي، والشكرية.

### المدينة في كتابات بركهارت
كما ذكر يوهن لودفيك بركهارت الرحالة والمستشرق السويسري الذي زارها في سنة 1812 م، إبّان عهد الفونج بأن الكثير من أبناء البلدان المجاورة كالفلاتة والتكارين والبرنو والجبرتة كانوا يدرسون في مساجد المجاذيب كما كان يزورها علماء من شنقيط أثناء عبورهم لها في طريقهم إلى الحج. وقارنها بالقرى المجاورة حيث كان ينتشر شرب الخمر وغيره من الأمور المحرمة على المسلمين. وقال إن نهج التسامح الذي اتبعه شيوخ الدامر أدى إلى ازدهار التجارة والزراعة فيها. إضافة إلى استتباب الأمن فيها، وتحدث الرحالة بيركهاردت عما أسماه بالقدرات الخارقة للمجاذيب كاستحضارهم للأرواح، والتنبوء بالغيب، والسحر. ويخشى الجميع هذه القدرات، فلم يحدث أبداً أن تعرضت قافلة واحدة من قوافل الحجيج والتجارة لقطاع الطرق واللصوص كما كان شائعاً في ذلك الزمان، إذا علموا أن فيها واحداً من المجاذيب.

### المدينة في كتابات جيمس بروس
وفضلا عن بركهارت فقد زار الدامر عدد من الرحالة الأجانب والمستشرقين الذين مروا عبرها ومنهم الراحلة الأسكتلندي جيمس بروس الذي وصلها في أكتوبر / تشرين الثاني سنة 1771 م، وتحدث عنها في كتابه «اكتشاف منابع النيل» حيث ذكر قائلاً: «جئنا إلى مدينة الدامر، مدينة الفقيه ود المجذوب وهو قديس، من الطراز الأول عند الجعليين.» كما ذكرها الرحالة بيركهارت وقدم عنها وصفاً وقال: «الدامر مدينة كبيرة فيها حوالي خمسمائة بيت، ولم تكن فيها مبان خربة، وكانت نظيفة بالقياس إلى بربر وشوارعها منظمة، ويقطنها المجاذيب الذين يرجعون في أصلهم إلى عرب الحجاز».

### المدينة في كتابات كارل ريتر
ولخص كارل ريتر، عالم الجغرافيا الألماني، وصف المدينة في عمله الجغرافي في عام 1822 تحت عنوان: الدامر دولة الكاهن، حيث تحدث عن الفقيه الكبير الذي عاش في ساحة وسط مبنى صغير مربع الشكل بوسط المدينة، وعن المدارس القرآنية المفروشة حول مسجد كبير ويفد إليها الطلاب من أماكن بعيدة. وذكر الزراعة المكثفة التي ترويها ساقيات يحركها ثيران.

## الحكم التركي المصري
بعث إسماعيل كامل باشا ابن محمد علي باشا عند غزوه السودان في سنة 1821 م حليفه زعيم قبيلة الميرفاب، نصر الدين الصادق، من مدينة بربر إلى الدامر لحث شيوخ المجاذيب بالمدينة على تقديم ولاء الطاعة لحاكم البلاد الجديد. رفض المجاذيب ذلك وهددوا بالتصدي للباشا إن دخل مدينتهم الدامر.
واصل إسماعيل كامل باشا تقدمه نحو الداخل وتحرك بجيشه من بربر متجهاً إلى مقرن نهر عطبرة مع النيل والتقى بالمجاذيب وحلفائهم الجعليين في منطقة الكويب (حيث يوجد جسر عطبرة حالياً) وتاقب، بقيادة الفقيه محمد بن الفقيه أحمد أب جدري. استعان جيش الغزو بتعزيزات من الجنود تمكن من خلالها إلحاق الهزيمة بمقاتلي المجاذيب وأوقع فيهم القتل والأسر وهدم المساجد والبيوت فتفرقوا في مناطق نهر عطبرة والبطانة وكسلا والقضارف وهجروا الدامر.
عادت الدامر مرة أخرى إلى ازدهارها السابق عندما أصدر الأتراك عفوا عاماً لأهلها ومشايخهم وتوافد عليها طلاب العلم مجدداً. تحسنت العلاقة بين شيوخ الدامر والحكم التركي المصري بدرجة أكثر عندما وصل الجنرال غوردون باشا إلى السودان حيث قوبل بالترحاب من جانبهم فأمر بإعفاء زعيمهم الفقيه أحمد بن جلال الدين من الضرائب، واسبغ عليه بمنحة مالية سنوية قدرها عشرة جنيهات، وعشرة أرادب من الذرة.

## الثورة المهدية
أيّد شيوخ الدامر الثورة المهدية وبايعوا الخليفة عبد الله التعايشي واختاروا الوقوف إلى جانبها في الحرب ضد الحكم التركي وانخرطوا في مواقع الجهاد المختلفة وأصبح عدد منهم أمراء في جيش المهدية.
وبعد هزيمة قوات المهدية بقيادة الأمير محمود ود أحمد في معركة النخيلة، وصل الدامر كتشنر ووينجت باشا وماكدونالد وهنتر وسلاطين باشا وهم في طريقهم إلى أم درمان عاصمة المهدية. واستقبلهم أهالي الدامر بالترحاب وقدّموا لهم العون.

## الحكم الثنائي
كان الحكام الجدد في بداية عهدهم ينظرون إلى شيوخ الدامر نظرة عدائية بسبب دعمهم للمهدية فقد تم إعدام أمير الدامر حاج حمد المنصور المجذوب في المسجد على مرأى من الجميع ليكون عبرة لهم، لكن سرعان ما استانفت مساجد الدامر تعليم القرآن وعاد للمدينة دورها الثقافي تدريجياً إبان الحكم الثنائي وبرز اسم الشيخ مجذوب جلال الدين الذي اسس المعهد العلمي في أوائل خمسينيات القرن الماضي بالدامر الذي استمر حتى سبعينات القرن الماضي قبل تحويلها إلى مدارس نظامية وأصبح معهد الشيخ مجذوب مدرسة شيخ مجذوب الحالية الآن.
وفي فترة الحكم الثنائي الإنجليزي المصري للسودان (1899 - 1956) أصبحت الدامر مقراً لحاكم المديرية الشمالية، وحافطت على وضعيتها الإدارية هذه حتى فترة ما بعد استقلال السودان في عام 1956، حيث تعتبر اليوم عاصمة ولاية نهر النيل وتوجد بها مقار الوزارات الإقليمية لولاية نهر النيل.

## أصل التسمية ومعناها
يعود أصل تسمية الدامر، كما تقول الرواية الأكثر رواجاً في المنطقة إلى الفقيه حمد، مؤسسها الذي كان قد تلقى علوم القرآن الكريم على يد والده الفقيه عبد الله راجل درو (المدفون بقوز الشعديناب القريبة من المدينة). وكان من عادة مشائخ المنطقة أن يأذنوا لمن يأنسوا فيه الكفاءة والقدرة على نشر العلوم التي اكتسبها بعد حفظه القرآن وتجويده بالرحيل إلى منطقة أخرى وإقامة مدرسة فيها لتعليم وتحفيظ القران الكريم وعلومه تعرف محلياً «بتقابة قرآن»، فرحل الفقيه حمد عن والده في الشعديناب واستقر به المقام في المنطقة التي يقوم عليها حالياً مسجد السهيلي، وعندما كان أترابه يسألون عنه والده كان يجيبهم بأن «حمد دَامَرَ» أي، أنه استقر في المكان الذي ذهب إليه، فأصبحوا يتناقلون هذه العبارة فيما بينهم واستخدمت فيما بعد للدلالة على مقر حمد وهكذا أصبح المكان يعرف باسم حمد الدامر. وحمد ضمين الدامر.
وتذهب رواية أخرى إلى أن المجاذيب الذين سكنوا قرية درو جنوب الدامر (الحالية)، هم الذين أسسوا الدامر، وإن قرية درو كانت تمتد إلى مساحة كبيرة في المنطقة الواقعة بين مقرن نهر عطبرة ونهر النيل وقد أقام الفقيه حمد الذي عرف عنه ميله إلى العزلة والتعبد في المنطقة واتخذ فيها غاراً للتعبد، ومرت عليه جماعة مهاجرة من قبيلتي الشايقية المجاورة والدناقلة فاستأذنته للسكن حول غاره وتلقي العلم منه وتحول المكان مع مرور الوقت إلى مورد ماء لبعض العربان وماشيتهم الذين كانوا يقيمون فيه بعض الوقت، ويعودون إلى بواديهم تاركين خيامهم عهدة معه حتى عودتهم في الموسم القادم، وكانت الخيام تترك في العراء فتدفنها الرمال لتتكون كتلة أطلقوا عليها الدمر أي الربوة أو المكان المرتفع وهكذا عرف المكان بالدامر.
ووفقاً للبرفيسور عبد الله الطيب، أستاذ علوم اللغة العربية فإن الاسم الدامر قد يكون مشتقاً من عبارة «دامر الليل كله»، وتُقال في الشخص الذي يقوم الليل كله عابدا، كما في حالة الفقيه حمد مؤسس الدامر. وقد يرجع أصل إلى لفظ «الدَمِيرة» وهو الفيضان. والدامَر هو مكان حدوث الفيضان. ولعل الدامر كما يقول البروفسور عبد الله الطيب اسم عربي نقله العرب إلى النيل منذ دهر قديم. ففي شبة الجزيرة العربية يوجد موضعاً يسمى الدامر وهو قريب من دومة الجندل بمنطقة الجوف بالمملكة العربية السعودية.

## التقسيمات الإدارية
إدارياً، تعتبر الدامر محلية من محليات ولاية نهر النيل وهي في الوقت نفسه عاصمة الولاية.
وتتكون من سبع وحدات إدارية هي:
1. وحدة مدينة الدامر
2. وحدة سيدون
3. وحدة العطبراوي
4. وحدة النيل
5. وحدة الزيداب
6. وحدة الإنقاذ
7. وحدة المناصير الجديدة.[13]

وتبلغ مساحة المحلية حوالي 32.000 كيلومتر (19883.9 ميل).

## الموقع
تقع الدامر في وسط ولاية نهر النيل وتمتد على ضفاف نهر النيل ونهر عطبرة شرقاً وغرباً. تحدها من الشمال محلية عطبرة ومن الجنوب محليتي شندي والمتمة، ومن الشرق ولايات البحر الأحمر وكسلا.

## المناخ
| البيانات المناخية لـالدامر   | البيانات المناخية لـالدامر | البيانات المناخية لـالدامر | البيانات المناخية لـالدامر | البيانات المناخية لـالدامر | البيانات المناخية لـالدامر | البيانات المناخية لـالدامر | البيانات المناخية لـالدامر | البيانات المناخية لـالدامر | البيانات المناخية لـالدامر | البيانات المناخية لـالدامر | البيانات المناخية لـالدامر | البيانات المناخية لـالدامر | البيانات المناخية لـالدامر |
| الشهر                        | يناير                      | فبراير                     | مارس                       | أبريل                      | مايو                       | يونيو                      | يوليو                      | أغسطس                      | سبتمبر                     | أكتوبر                     | نوفمبر                     | ديسمبر                     | المعدل السنوي              |
| ---------------------------- | -------------------------- | -------------------------- | -------------------------- | -------------------------- | -------------------------- | -------------------------- | -------------------------- | -------------------------- | -------------------------- | -------------------------- | -------------------------- | -------------------------- | -------------------------- |
| متوسط درجة الحرارة الكبرى °ف | 73                         | 75                         | 79                         | 84                         | 86                         | 86                         | 88                         | 88                         | 91                         | 91                         | 79                         | 77                         | 83                         |
| متوسط درجة الحرارة الصغرى °ف | 54                         | 52                         | 55                         | 64                         | 66                         | 72                         | 70                         | 70                         | 70                         | 72                         | 61                         | 57                         | 64                         |
| الهطول إنش                   | 0                          | —                          | 0                          | 0                          | 0.1                        | —                          | 0.1                        | 0.2                        | 0.1                        | 0.0                        | 0.0                        | —                          | —                          |
| متوسط درجة الحرارة الكبرى °م | 23                         | 24                         | 26                         | 29                         | 30                         | 30                         | 31                         | 31                         | 33                         | 33                         | 26                         | 25                         | 28                         |
| متوسط درجة الحرارة الصغرى °م | 12                         | 11                         | 13                         | 18                         | 19                         | 22                         | 21                         | 21                         | 21                         | 22                         | 16                         | 14                         | 18                         |
| الهطول مم                    | 0                          | —                          | 0                          | 0                          | 2                          | —                          | 2                          | 6                          | 3                          | 1                          | 1                          | —                          | —                          |
| المصدر: Chinci World Atlas   |                            |                            |                            |                            |                            |                            |                            |                            |                            |                            |                            |                            |                            |

## السياحة
يوجد بالمدينة متحف وادي النيل الذي يحتوي على بعض المقتنيات الأثرية المروية والكوشية القديمة وبضع أدوات من التراث الشعبي والتي تمثل حضارة المنطقة.
ومن المعالم الأثرية الأخرى المنتشرة في المنطقة قلعة ود عيسى، وقلعة ود سليمة، وقوز العشير، وقوز الشعديناب.
وتنتشر في الدامر وريفها عدة أضرحة لشيوخ المجاذيب مثل الشيخ حمد بن عبد الله، والشيخ حمد بن محمد المجذوب، والشيخ محمد المجذوب، والفقيه عبد الله النقر، وكلها في الدامر وهناك قباب عرمان (في قرية المكابراب)، وعبد العال وجندل والحاج عيسى (في الشعديناب)، وقبة كبوش (في الكبوشاب).

## الأحياء السكنية
الدامر موزعة على مربعات سكنية تبدأ من مربع واحد حتى مربع سبعة عشر، وأحياء أخرى وهي من الشمال نحو الجنوب: المقرن والعكد والحسناب والكنوز والبان جديد والفريع والعشير والقلعة والشعديناب والحديبة والمسياب الجباراب والحصايا، والزيداب ومن ناحية الغرب: أم الطيور والتميراب، وشرقاً البسلي وأم شديدة.

## النشاط الاقتصادي
يشتغل معظم الأهالي بالزراعة ويعمل البعض بالرعي بالإضافة إلى الأعمال الأخرى كالتجارة والخدمات.
تعتبر الدامر واحدة من أكبر أسواق الإبل والماشية في السودان ويشكل سوقها ملتقى لتجار الإبل والماشية من مختلف البوادي القريبة من المنطقة.

## الثقافة
تتميز مدينة الدامر بنشاطها الثقافي حيث يوجد بها نادٍ ثقافي يشكٌل ملتقى لشعراء المدينة ومحبي الشعر والأدب.

## الرياضة
توجد بالمدينة عدة أندية رياضية هامة لكرة القدم ومنها:
- نادي السهم
- نادي الرابطة
- فريق الشمالية
- نادي الكفاح
- الفريع
- فريق الثورة
- فريق الأهلي الكنوز
- نادي الجزيرة
- نادي الأمل
- نادي النصر (الشعديناب)
- نادي حي العرب (الشعديناب)